# Balor
Na Mitologia irlandesa, Balor ou Balar era um líder dos Fomorianos, um grupo de seres sobrenaturais malévolos, sendo considerado o mais formidável. Ele é frequentemente descrito como um gigante com um grande olho que causa destruição quando aberto. Balor participa da Batalha de Mag Tuired [en] e é conhecido principalmente pela história em que é morto por seu neto Lug, dos Tuatha Dé Danann. Ele foi interpretado como uma personificação do sol ardente e também comparado a figuras de outras mitologias, como o galês Ysbaddaden e o grego Ciclope.

## Nome
O nome Balor pode derivar do Céltico Comum *Boleros, que significa "o que reluz".
Na literatura antiga, ele também é referido como Balor Béimnech (Balor, o golpeador), Balor Balcbéimnech (Balor, o forte golpeador), Balor Birugderc (Balor do olho penetrante), Balor mac Doit meic Néid (Balor, filho de Dot, filho de Nét) ou Balor ua Néit (Balor, neto de Nét).
Formas posteriores incluem Balor Béimeann ou Balar Bemen (Ogygia, 1685), e Balór na Súile Nimhe (Balor do Olho Malévolo).

## Ciclo mitológico
Balor aparece pela primeira vez nos textos medievais que compõem o Ciclo Mitológico. Balor era filho de Dot, filho de Neit, conforme o Cath Maige Tuired [en] (CMT), mas é chamado de Balor, filho de Buarainech, na lista de renomados construtores de fortes circulares e castelos do mundo, preservada no Livro de Leinster [en]. Cethlenn [en] era esposa de Balor, segundo a Ogygia de Roderick O'Flaherty [en] (1685). Cethlenn é mencionada pelo nome no Lebor Gabála Érenn (LGE), mas não como esposa de Balor.
O Ciclo Mitológico narra uma luta entre os divinos Tuatha Dé Danann e os demoníacos Fomorianos. A mando de Bres [en], os Fomorianos entram em guerra contra os Tuath Dé. Balor aparece como campeão dos Fomorianos e rei das Ilhas (as Hébridas), enquanto Indech mac De era o rei fomoriano; ambos lideravam o exército fomoriano. Balor construiu para Bres o forte de Rath Breisi em Connacht, segundo a lista de construtores de raths.
Na batalha seguinte, a segunda Batalha de Mag Tuired, Balor mata o rei dos Tuath Dé, Nuada Airgetlám, mas é morto por seu próprio neto Lug antes que pudesse usar seu olho destrutivo. O olho de Balor causava destruição quando aberto, liberando um "poder de veneno", mas exigia a força de quatro guerreiros para levantar a pálpebra, segurando o anel (alça) preso a ela. Lug disparou uma pedra de funda (em irlandês antigo: cloch as a tábaill, "pedra da funda") contra o olho, que saiu pelo outro lado e feriu o exército fomoriano. O corpo de Balor, ao cair, esmagou 27 soldados fomorianos, e sua cabeça atingiu o rei Indech.
Embora não seja explicitamente declarado, presume-se que Balor seja um "gigante de um olho só". Em um relato da batalha, Lug também mata um líder fomoriano chamado Goll (que significa "de um olho só"), que pode ser uma duplicação de Balor. O CMT diz que o olho de Balor ganhou seu poder maligno por exposição aos vapores de uma poção mágica preparada pelos druidas de seu pai. O'Curry afirmou possuir um manuscrito com uma explicação alternativa sobre como Balor obteve seu poder, mas não a detalhou por falta de espaço.
Outra descrição da morte de Balor, datada pelo menos do século XII, diz que ele sobreviveu à perda de seu olho e foi perseguido por Lug até Mizen Head. Lug decapita Balor e coloca sua cabeça em uma grande rocha, que então se despedaça. Isso seria a origem do nome irlandês do cabo, Carn Uí Néit ("moledros do neto de Nét").

## Conto Popular

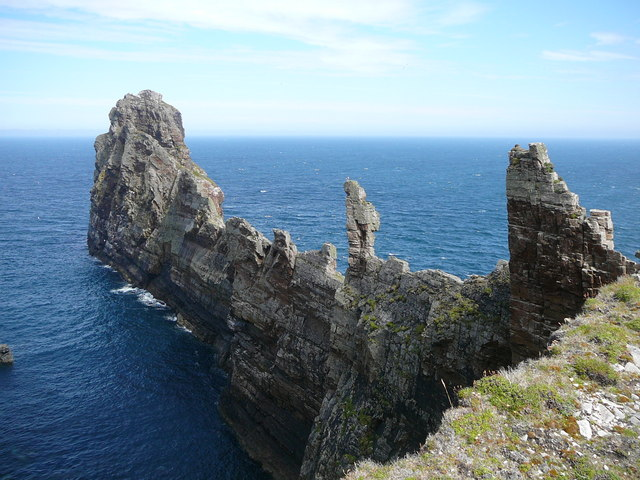
Tor Mór na Ilha Tory, cenário de algumas versões do conto de Balor

Nos contos populares coletados no século XIX, Balor é geralmente descrito como um guerreiro ou tirano que vive na Ilha Tory [en]. Balor ouve uma profecia de que seria morto por seu neto. Para evitar esse destino, ele tranca sua única filha, Ethnea (Eithne [en]), em uma torre para impedi-la de engravidar. Balor vai ao continente e rouba a vaca mágica da abundância Glas Gaibhnenn [en], pertencente a MacKineely (Cian [en] mac Cáinte). MacKineely/Cian descobre que só pode recuperar a vaca quando Balor estiver morto e, com a ajuda de seu espírito familiar feminino (leanan sídhe [en]) chamado Biróg [en], entra na torre, encontra Ethnea e a engravida. Quando ela dá à luz três filhos, Balor ordena que os três sejam afogados, mas um sobrevive sem o conhecimento de Balor. O neto é criado pelo ferreiro, que é seu tio. Balor eventualmente encontra seu neto por acaso e é morto por ele.
O neto sem nome no conto é reconhecível como Lug. Em "Balor na Ilha Tory" e sua variante, a criança é chamada Lugaidh Lámhfhada (Lugaidh Mão Longa), e é reconhecido como um equivalente de Lug. No texto irlandês muito semelhante "Balor agus Mac Cionnfhaolaidh", a criança é Lug Fadlámhach, ou seja, "Lug de braço longo". Em outra variante, a criança é chamada Dul Dauna, que foi explicado como uma corruptela de Ildanach, "mestre de todo conhecimento", um apelido de Lug.
A arma usada contra Balor por seu neto pode ser uma vara de ferro aquecida em brasa, ou uma lança vermelha especial forjada pelo ferreiro Gaivnin Gow, esta última sendo de especial interesse para A. C. L. Brown, que tenta estabelecer uma conexão com o folclore arturiano.

### O olho de Balor
"Balor pode ter um, dois ou três olhos, um dos quais é venenoso, incendiário ou maligno de outra forma; ele pode ter dois olhos na frente, um na frente e outro atrás, ou um olho extra no meio da testa. Lug sempre destrói o olho maligno", como resumido por Mark Scowcroft.
Na versão de O'Donovan do conto popular acima, Balor tem um olho no meio da testa e um olho mortal na parte de trás da cabeça. Este é descrito como venenoso e emite um raio petrificante com poderes semelhantes aos de um basilisco. O'Curry lamentou a disseminação dessa versão "camponesa", auxiliada pela publicação de O'Donovan. Esse segundo olho na parte de trás não impede a comparação com o Ciclope de um olho só da mitologia grega.
Em "Balor na Ilha Tory", Balor cobre o olho no meio de sua testa com nove escudos de couro, mas Lug (Lui Lavada "Mão Longa") lança uma lança vermelha forjada por Gavidin Gow através de todas as camadas.
Pode-se interpretar que esse olho na testa é um "olho extra no meio da testa" (um de três), como sugere Scowcroft, caso contrário, Balor seria cego a maior parte do tempo. Scowcroft, no entanto, não especifica a obra a que se refere. Balor é explicitamente descrito como tendo três olhos em uma versão publicada por William Hamilton Maxwell.
Em outra versão do conto (de Condado de Mayo), diz-se que Balor tinha um único olho na testa, um olho venenoso e flamejante, geralmente coberto: "Ele tinha um único olho na testa, um olho venenoso e ardente. Havia sempre sete coberturas sobre esse olho. Uma por uma, Balor removia as coberturas. Com a primeira, a samambaia começava a murchar; com a segunda, a grama ficava cor de cobre; com a terceira, as florestas e a madeira começavam a aquecer; com a quarta, fumaça saía das árvores; com a quinta, tudo ficava vermelho; com a sexta, faiscava; com a sétima, tudo pegava fogo, e o interior inteiro estava em chamas!"

### Cabeça decepada e lendas de origem de lagos
De acordo com um lai em Duanaire Finn, após ser morto, a cabeça decepada de Balor foi colocada no garfo de um carvalho, e a árvore, que absorveu o veneno, tornou-se a madeira usada para fazer o escudo de Fionn mac Cumhaill.
Em "Balor na Ilha Tory" e no texto irlandês semelhante, Lui Lavada (ou Lug) coloca a cabeça de Balor em uma rocha, e um lago se forma a partir do líquido que pinga. O texto irlandês não especifica a localização, mas o conto de Curtin em inglês cita o Loch Gweedore (no Condado de Donegal, local do narrador).
De acordo com o folclore do Condado de Sligo, dizia-se que Balor usava um vidro através do qual olhava para destruir uma pessoa com seu olho. Ele usou o vidro para queimar e murchar todas as plantas em Moytura, o que levou um herói a perguntar como ele fazia isso. Balor, enganado pelo truque, removeu o vidro do olho por tempo suficiente para que o herói destruísse o olho. O sangue que escorreu do olho de Balor criou um lago chamado Suil Balra ou Lochan na Súil (Lough Nasool, "lago do olho"), próximo à Abadia de Ballindoon [en].

### Localização da lenda
A localização da fortaleza de Balor na Ilha Tory deriva da literatura medieval, que posiciona a fortaleza dos Fomorianos nesse local. Na Ilha Tory, há formações geológicas chamadas Dún Bhalair ("Fortaleza de Balor") e Túr Bhalair ("Torre de Balor"), além de uma formação rochosa alta chamada Tór Mór ("Torre Grande").
Embora a versão do conto popular da Ilha Tory, publicada por O'Donovan, tenha sido influente, isso pode ter criado a impressão equivocada de que "Tory tem quase um monopólio das tradições de Balor", conforme argumenta Henry Morris [en]. O'Donovan afirmou que Balor era lembrado "em toda a Irlanda". Os contos sobre Balor envolvendo a vaca mágica também eram abundantes em outros lugares, particularmente "ao sul do Ulster". Morris relatou ter coletado "fragmentos" em Farney, Monaghan [en] por volta de 1900, e essas versões conectavam Balor e a vaca Glasgaivlen a lugares tão distantes quanto "sul do Monaghan até a Ilha Rockabill [en] na costa de Dublin".

## Interpretações
Alguns interpretaram Balor como um símbolo de uma divindade solar do ano velho, em luta com o deus solar do ano novo, ou seja, Lug. O folclorista Alexander Haggerty Krappe [en] endossa essa ideia. Ele sugere que o mito, assim como outros semelhantes, pode ser uma metáfora para os ciclos anuais de crescimento, morte e renovação. Krappe hipotetizou que o mito é de origem antiga, com Balor representando o inverno e o ano velho, confinando a mulher que simboliza a terra fértil.
Dáithí Ó hÓgáin [en] interpreta Balor como a personificação dos aspectos nocivos do sol, como o sol escaldante que causaria falhas nas colheitas e secas. Ele especula que a imagem de Balor é uma fusão de um deus solar celta da Idade do Bronze com o Ciclope grego. Tanto Ó hÓgáin quanto Máire MacNeill [en] acreditam que a derrota de Balor por Lug era originalmente um mito de colheita associado ao festival de Lughnasadh e à posterior história de São Patrício vencendo Crom Dubh [en]. Ó hÓgáin também acredita que o conflito do herói Fionn com figuras chamadas Goll [en] (que significa "de um olho só"), Áed (que significa "fogo") e Aillen (o queimador) deriva do conflito de Lug com Balor.

### Paralelos
O paralelo entre Balor e Ysbaddaden da mitologia galesa foi notado por diversos comentaristas, mas por razões diferentes. Cada um é um gigante cuja pálpebra exige vários homens para levantar (usando uma alça de anel versus garfos); cada um é atingido por uma lança e perde um olho; e cada um é relutante em entregar sua filha ao pretendente.
Desde meados do século XIX, Balor tem sido comparado a figuras da mitologia grega, especialmente o Ciclope. James O'Laverty notou o paralelo com Acrísio, o rei de Argos, que estava destinado a ser morto por seu neto, o herói Perseu. Esse paralelo foi explorado extensivamente por outros.
O'Laverty também sugeriu que o nome "Balor" pode estar ligado ao nome do herói grego Belerofonte. Arbois de Jubainville argumentou que o nome "Belerofonte" significa "matador de Belleros" e que este é outro nome para a Quimera. Ele afirma que tanto a Quimera quanto Balor são monstros que expelem chamas ou raios.
No entanto, de Jubainville (e outros) também destacaram outra comparação: entre Balor e Argos, o vigia de muitos olhos da vaca branca Io. Como o destruidor do primeiro é Lug, e do segundo é Hermes, isso se encaixa no quadro de identificação do Hermes celta com Lug.
Krappe lista seis elementos encontrados em outros mitos: a profecia de ser morto por seu próprio descendente; a precaução de trancar a filha em uma torre; a sedução da filha por um estranho, que precisa usar magia para acessar a torre; o nascimento de um menino e a tentativa de afogá-lo; a criação do menino; e o cumprimento da profecia com o menino matando seu avô.
Krappe traçou um paralelo entre Balor e o suposto vy sérvio mencionado por W. R. S. Ralston [en], mas, infelizmente, Krappe interpretou mal Ralston e confundiu completamente esse "vy" com o que é, na verdade, o personagem "Velho" (ou "homem muito velho", marido da bruxa) no conto de fadas russo skazka [en] Ivan Bykovich ("Ivan, o Filho do Touro"). Na verdade, o motivo da pálpebra/ sobrancelha pesada ocorre em Ivan Bykovich, mas não é especificamente atribuído ao vy por Ralston.
Paralelos também foram notados nas etimologias e estruturas míticas entre a derrota de Balor por Lug e a de Baldr por Loki, com paralelos etimológicos adicionais observados entre os teônimos Belenus e Belin (divindade eslovena).